# Ernst-Gerhard Güse
Ernst-Gerhard Güse (* 15. Dezember 1944 in Lübbecke; † 11. Dezember 2023) war ein deutscher Kunsthistoriker und Ausstellungskurator.

## Leben
Güse studierte Kunstgeschichte, Literaturwissenschaft und Archäologie in Berlin und in Hamburg. Er schrieb seine Dissertation über den Nietzsche-Einfluss im Frühwerk von Max Beckmann (1977). Von 1975 bis 1978 war er wissenschaftlicher Assistent im Wilhelm-Lehmbruck-Museum in Duisburg, anschließend 1978–1989 stellvertretender Direktor des Westfälischen Landesmuseums für Kunst und Kulturgeschichte in Münster.
Zwischen 1989 und 2002 war er Direktor des Saarland Museums in Saarbrücken.
Zusammen mit Bernd Rau verfasste Ernst-Gerhard Güse das Werkverzeichnis der Lithographien von Pablo Picasso, veröffentlicht 1994.
Am 1. Juli 2003 trat er sein Amt als Direktor der Museen und Kunstsammlungen der Klassik Stiftung Weimar an, zu denen das Goethe-Nationalmuseum mit dem Goethe-Haus, das Schlossmuseum, das Bauhaus-Museum und das Neue Museum Weimar gehören.
2009 trat Ernst-Gerhard Güse in den Ruhestand. Seine letzte Ruhestätte erhielt er auf dem Evangelischen Kirchhof Nikolassee.

## Ausstellungen
Ernst-Gerhard Güse organisierte im Laufe seiner Tätigkeit zahlreiche öffentlichkeitswirksame Ausstellungen vor allem zur Kunst des 19. und 20. Jahrhunderts. Dazu zählen unter anderem die international beachteten Ausstellungen zur Tunisreise von Klee, Macke und Moilliet (1982), Gemälde und Zeichnungen von August Macke (1986/87), Arbeiten von Paul Klee (1990), Werke von Henri Matisse (1991), Max Slevogt (1993), Georg Baselitz (1994), Marc Chagall Druckgraphik (1994), Jean Dubuffet (1999) und viele andere. Darüber hinaus konzipierte Güse erfolgreiche thematische Überblicksausstellungen wie „Die Entdeckung des Lichts – Landschaftsmalerei in Frankreich 1830–1886“ (2001).

## Veröffentlichungen (Auswahl)
- (mit Siegfried Salzmann) Berto Lardera. Plastiken, Collagen, Graphiken, Ausstellungskatalog Koninklijk Museum voor Schone Kunsten Antwerpen, 1976
- Paris: Kunst der 50er Jahre – Artaud, Chaissac, Dubuffet, Fautrier, Michaux, Requichot, Wols. Saarland Museum Saarbrücken, (30.4.–25.6.1989). Ausstellungskatalog, Saarbrücken 1989
- Paul Klee. Wachstum regt sich: Klee Zwiesprache mit der Natur. Saarland Museum Saarbrücken (25.3.–27.5.1990) und Prinz-Max-Palais, Karlsruhe (22.6–19.8.1990). Ausstellungskatalog, München 1990
- Henri Matisse. Zeichnungen und Skulpturen. Ausstellungskatalog, Saarbrücken 1991
- Max Slevogt. Gemälde, Aquarelle, Zeichnungen. Saarland Museum, Saarbrücken, 1992. Landesmuseum Mainz. Ausstellungskatalog, Stuttgart 1992
- Boris Kleint Retrospektive [Saarland-Museum Saarbrücken, 11. Juli – 19. September 1993; Quadrat Bottrop, Josef-Albers-Museum, 30. Januar -–27. Februar 1994] Ausstellungskatalog, Stuttgart 1993
- Giorgio Morandi: Gemälde, Aquarelle, Zeichnungen, Radierungen. Ausstellungskatalog Saarbrücken 1993
- Baselitz: Werke 1981–1993 [anlässlich der Ausstellung „Georg Baselitz – Werke 1981–1993“ im Saarland-Museum Saarbrücken, 13. Februar – 4. April 1994]. Ausstellungskatalog, Ostfildern-Ruit bei Stuttgart 1994
- Marc Chagall: Druckgraphik. Saarland Museum. Ausstellungskatalog Saarbrücken 1994
- Gotthard Graubner: Malerei. Saarland Museum Saarbrücken. Ausstellungskatalog, Saarbrücken 1995
- Oskar Holweck: von Tag zu Tag; Tuschen 1956–1959. Saarland Museum Saarbrücken, Studiogalerie, 23. März bis 1. Juni 1997. Ausstellungskatalog Saarbrücken 1997
- Jean Dubuffet – Figuren und Köpfe auf der Suche nach einer Gegenkultur. Ausstellungskatalog, Ostfildern-Ruit 1999
- Zeichnungen, Aquarelle, Druckgraphik. Bestandskatalog Saarland Museum, Saarbrücken. 2. Dezember. 2001 bis 10. Februar 2002. Ausstellungskatalog, Saarbrücken 2001
- Lyonel Feininger in Weimar. Ausstellungskatalog, Klassik-Stiftung Weimar. Weimar, 2006
- Johann Wolfgang Goethe, Landschaftszeichnungen. Frankfurt am Main 2009